# Hiba Farès
Pour les articles homonymes, voir Farès.
 (juin 2024).
 (juin 2024).
La mise en forme du texte ne suit pas les recommandations de Wikipédia : il faut le « wikifier ».
Les points d'amélioration suivants sont les cas les plus fréquents. Le détail des points à revoir est peut-être précisé sur la page de discussion.
- Les titres sont pré-formatés par le logiciel. Ils ne sont ni en capitales, ni en gras.
- Le texte ne doit pas être écrit en capitales (les noms de famille non plus), ni en gras, ni en italique, ni en « petit »…
- Le gras n'est utilisé que pour surligner le titre de l'article dans l'introduction, une seule fois.
- L'italique est rarement utilisé : mots en langue étrangère, titres d'œuvres, noms de bateaux, etc.
- Les citations ne sont pas en italique mais en corps de texte normal. Elles sont entourées par des guillemets français : « et ».
- Les listes à puces sont à éviter, des paragraphes rédigés étant largement préférés. Les tableaux sont à réserver à la présentation de données structurées (résultats, etc.).
- Les appels de note de bas de page (petits chiffres en exposant, introduits par l'outil «  Source ») sont à placer entre la fin de phrase et le point final[comme ça].
- Les liens internes (vers d'autres articles de Wikipédia) sont à choisir avec parcimonie. Créez des liens vers des articles approfondissant le sujet. Les termes génériques sans rapport avec le sujet sont à éviter, ainsi que les répétitions de liens vers un même terme.
- Les liens externes sont à placer uniquement dans une section « Liens externes », à la fin de l'article. Ces liens sont à choisir avec parcimonie suivant les règles définies. Si un lien sert de source à l'article, son insertion dans le texte est à faire par les notes de bas de page.
- La présentation des références doit suivre les conventions bibliographiques. Il est recommandé d'utiliser les modèles {{Ouvrage}}, {{Chapitre}}, {{Article}}, {{Lien web}} et/ou {{Bibliographie}}. Le mode d'édition visuel peut mettre en forme automatiquement les références.
- Insérer une infobox (cadre d'informations à droite) n'est pas obligatoire pour parachever la mise en page.

Pour une aide détaillée, merci de consulter Aide:Wikification.
Si vous pensez que ces points ont été résolus, vous pouvez retirer ce bandeau et améliorer la mise en forme d'un autre article.
Hiba Farès est une franco-libanaise présidente du directoire de RATP Dev.

## Biographie
Hiba Farès est née au Liban à Talet Chataha.
Elle est diplômée de HEC et titulaire d'un Executive Program à la Harvard Business School, et commence sa carrière chez Air France, puis rejoint le Groupe Accor pour intégrer la RATP en 2018 ,.

## Histoire
Elle commence sa carrière chez Air France en 2001, puis Accor Hotels en 2007, où elle devient en 2008 directrice de la stratégie et de revenu, directrice régionale de Novotel Suites, puis directrice générale des marques Mercure et Novotel Paris Ile-de-France, pour intégrer la RATP en 2018.
En 2018, elle devient membre du comité exécutif du groupe RATP, et directrice chargée de l’expérience clients, des services et du marketing à la RATP,.
En janvier 2022,, elle remplace Laurence Battle à la présidence du directoire de RATP Dev,,,.
Le 2 juin 2023, elle devient chevalière de l'ordre national du Mérite,.